# Marija Duskrjadčenko
Marija Nikoláevna Duskrjadčenko, coniugata Perepёlkina (in russo Мария Николаевна Перепёлкина-Дускрядченко?; Alma-Ata, 9 marzo 1984), è una pallavolista kazaka naturalizzata russa, centrale della Dinamo Krasnodar.

## Biografia
Il 6 giugno 2008 sposa l'allenatore Aleksandr Perepёlkin, conosciuto durante la militanza all'Uraločka, quando egli ricopriva il ruolo di secondo allenatore, ottenendo un anno dopo la cittadinanza russa. La coppia ha avuto una figlia nel 2014.

## Carriera

### Club
La carriera di Marija Duskrjadčenko inizia nei tornei scolastici kazaki, per poi fare l'esordio da professionistica col Volejbol Kluby Žetysu. Nella stagione 2004-05 approda in Russia all'Universitet, dove gioca per due annate, prima di approdare all'Uraločka nella stagione 2006-07, militandovi per tre annate e raggiungendo la finale della Coppa CEV 2008-09, torneo nel quale viene premiata come miglior servizio.
Nel campionato 2009-10 approda alla Dinamo Mosca, militandovi fino al termine del campionato 2014-15, saltando però la stagione 2013-14 per maternità e raggiungendo ogni anno la finale scudetto, ma vincendo per due volte la Coppa di Russia.
Nella stagione 2015-16 approda al Leningradka, mentre in quella successiva si trasferisce alla Dinamo Krasnodar dove rimane tre annate prima di tornare alla formazione di San Pietroburgo per il campionato 2019-20; la seconda parentesi in giallonero si chiude dopo una sola stagione e nell'annata successiva torna nuovamente al club di Krasnodar.

### Nazionale
Dopo aver ottenuto la cittadinanza russa e compiuto l'iter burocratico per l'eleggibilità in nazionale, riceve le prime convocazioni nel 2010 vincendo immediatamente la medaglia d'oro al campionato mondiale 2010.

## Palmarès

### Club
- Coppa di Russia: 2

2009, 2011

### Premi individuali
- 2009 - Coppa CEV: Miglior servizio